# Serica mianningensis
Serica mianningensis är en skalbaggsart som beskrevs av Ahrens 2005. Serica mianningensis ingår i släktet Serica och familjen Melolonthidae. Inga underarter finns listade i Catalogue of Life.